# Laura Amy Schlitz
Laura Amy Schlitz (* 28. Mai 1955 in Baltimore, Maryland, USA) ist eine US-amerikanische Autorin für Kinder- und Jugendliteratur.

## Leben
Schlitz schloss das Goucher College in Towson, Maryland 1977 ab. Neben ihrer schriftstellerischen Tätigkeit arbeitet sie als Bibliothekarin an der Grundschule der Park School of Baltimore.
Schlitz schrieb auch unter dem Pseudonym Chloe Cheshire. Eins ihrer Bücher schildert das Leben des Archäologen Heinrich Schliemann, ferner veröffentlichte sie 2006 eine Nacherzählung eines Märchens der Gebrüder Grimm mit dem Titel The Bearskinner. Das Werk Good Masters! Sweet Ladies! Voices from a Medieval Village war für Schüler der 5. Klasse ihrer Schule bestimmt, die in mehr als 21 Rollen das Leben von 10 bis 15 Jahre alten Kindern im Mittelalter aufführten.

## Preise und Auszeichnungen
- 2006: Cybils Award für A Drowned Maiden's Hair: A Melodrama.
- 2008: Newbery Medal für Good Masters! Sweet Ladies! Voices from a Madieval Village.
- 2013: Newbery Honor für Splendors and Glooms.
- 2015: Scott O’Dell Award for Historical Fiction für The Hired Girl:
- 2016: Sydney Taylor Book Award für The Hired Girl

## Werke
- Unter Pseudonym Chloe Cheshire der Liebesroman A Gypsy at Almack's

Erschienen bei Candlewick Press, Cambridge (Massachusetts), USA:
- A Drowned Maidem's Hair: A Melodram. 2006, ISBN 978-0-7636-2930-4.
- The Hero Schliemann: The Dreamer who Dug for Troy, illustriert von Robert Byrd. 2006, ISBN 978-0-7636-2283-1.
- Nacherzählung: The Bearskinner: A Tale of the Brothers Grimm, illustriert von Max Grafe. 2007.
- Good Masters! Sweet Ladies! Voices from a Medieval Village, illustriert von Robert Byrd, 2007.
- The Night Fairy, illustriert von Angela Barrett. 2010, ISBN 978-0-7636-3674-6.
- Splendors and Glooms. 2012.
  - deutsch von Eva Plorin: Clara und die Magie des Puppenmeisters. Thienemann Verlag, Stuttgart 2013, ISBN 978-3-522-18303-1.[1]
- Fire Spell. 2012.
- The Hired Girl. 2015.